# Antonio Rossi (Filmschaffender)
Antonio Rossi (* 1903 in Rom; † nach 1951) war ein italienischer Filmschaffender.
Rossi war von 1939 bis 1951 als Produktionsleiter für etliche Spielfilme tätig und inszenierte 1943 zusammen mit Gherardo Gherardi seinen einzigen Film als Regisseur, Il nostro prossimo.